# Пристанское (Гомельская область)
Пристанское (бел. Прыстанскае) — упразднённая деревня в Комаринском сельсовете Брагинского района Гомельской области Беларуси.

## География

### Расположение
В 36 км на юг от Брагина, 11 км от железнодорожной станции Иолча (на линии Овруч — Полтава), 153 км от Гомеля, на территории Полесского радиационно-экологического заповедника.

## Транспортная сеть
Транспортные связи по просёлочной, затем автомобильной дороге Комарин — Брагин.
Планировка состоит из короткой прямолинейной улицы, к которой с севера присоединяется короткая улица с переулком. Застройка деревянными домами усадебного типа.

## История
Основана в начале XX века переселенцами из соседних деревень. Наиболее интенсивная застройка велась в 1920-е годы. В 1930 году организован колхоз. В 1959 году входила в состав совхоза «Посудово» (центр — деревня Залесье).
20 августа 2008 года деревня упразднена.

## Население
После катастрофы на Чернобыльской АЭС и радиационного загрязнения жители (34 семьи) переселены в 1986 году в чистые места.

### Численность
- 2009 год — жителей нет

### Динамика
- 1959 год — 213 жителей (согласно переписи)
- 1986 год — жители (34 семьи) переселены